# روح رام‌نشده
روح رام‌نشده (انگلیسی: Spirit Untamed) یک پویانمایی رایانه‌ای ماجراجویی آمریکایی در سال ۲۰۲۱ است که توسط دریم‌ورکس انیمیشن تهیه شده و به وسیلهٔ یونیورسال پیکچرز توزیع شده‌است. این فیلم به کارگردانی الین بوگان با آنیو تورسن جونیور در اولین کارگردانی خود از فیلم‌نامه‌ای نوشتهٔ آری والینگتون و کریستین هان ساخته شده‌است. این فیلم اسپین‌آفی از سل انیمیشن اسپیریت: اسب سیمارون (۲۰۰۲) است و بر پایهٔ مجموعه تلویزیونی انیمیشن روح سواری آزاد از نتفلیکس ساخته شده‌است. این اولین فیلم سینمایی نمایشی از مجموعه فیلم اسپیریت است که توسط میری سوریا و جفری کاتزنبرگ تولید نشده‌است.
در این فیلم ایزابلا مونر، جیک جیلنهال، مارسای مارتین، مکینا گریس، جولیان مور، والتون گاگینز، و ایزا گونزالس صداپیشگی می‌کنند. اعلام شد که این فیلم در اکتبر ۲۰۱۹ در دست ساخت است و تولید آن از راه دور در طول دنیاگیری کروناویروس انجام شده‌است. این فیلم به کلی اشبری، کارگردان مشترک فیلم اصلی اسپیریت که در ۲۶ ژوئن سال ۲۰۲۰ درگذشت، تقدیم شد.
روح رام‌نشده در ۴ ژوئن ۲۰۲۱ به صورت سینمایی در ایالات متحده  منتشر شد. این فیلم در برابر بودجه ۳۰ میلیون دلاری، در سراسر جهان ۳۰ میلیون دلار فروش داشته و نظرات مختلفی را از سوی منتقدان دریافت کرده‌است.